# Milano Serravalle – Milano Tangenziali
Milano Serravalle – Milano Tangenziali – włoska spółka będąca koncesjonariuszem kilku odcinków autostrad w aglomeracji Mediolanu. Na mocy wydanej przez ANAS koncesji do 31 października 2028 spółka będzie operatorem autostrady A7 na odcinku Mediolan - Serravalle Scrivia oraz ciągów obwodowych Mediolanu: A50, A51 i A52. Dodatkowo Milano Serravalle – Milano Tangenziali jest operatorem trasy A53 i Obwodnicy Pawii.
Spółka powstała 28 lipca 1951 jako SpA per l'Autostrada Serravalle - Milano - Ponte Chiasso. W późniejszym okresie nazwa została zmieniona na Milano Mare - Milano Tangenziali. Obecna nazwa używana jest od 2005 roku.
Siedzibą spółki jest Mediolan, a jej prezesem jest Giampio Bracchi. Kapitał wynosi  93.600.000 €.

## Udziałowcy
- Prowincja Mediolan – 52,901%
- Mediolan – 18,600%